# Djaniny
Djaniny, właśc. Jorge Djaniny Tavares Semedo (ur. 21 marca 1991 w Santa Cruz) – kabowerdeński piłkarz grający na pozycji napastnika. Od 2023 roku jest zawodnikiem saudyjskiego klubu Al-Fateh.

## Kariera klubowa
Swoją karierę piłkarską Djaniny rozpoczął w klubie Scorpions Vermelho. W 2008 roku zadebiutował w jego barwach w Campeonato Nacional. W 2009 roku przeszedł do portugalskiego GD Velense. Występował w nim przez dwa lata na poziomie czwartej ligi.
W 2011 roku Djaniny przeszedł do pierwszoligowego klubu União Leiria. W nim swój debiut zaliczył 21 sierpnia 2011 w przegranym 1:2 wyjazdowym meczu z FC Paços de Ferreira. W União grał przez rok.
W 2012 roku Djaniny został zawodnikiem Benfiki. Po rozegraniu 2 meczów w rezerwach tego klubu odszedł na wypożyczenie do SC Olhanense. Zadebiutował w nim 23 września 2012 w wyjazdowym meczu z Vitórią Setúbal (0:1).
Latem 2013 Djaniny został zawodnikiem CD Nacional. Swój debiut w nim zaliczył 17 sierpnia 2013 w przegranym 1:3 wyjazdowym meczu z GD Estoril Praia. Grał w nim przez rok.
W 2014 roku Djaniny przeszedł do meksykańskiego klubu Santos Laguna. Zadebiutował w nim 20 lipca 2014 w zwycięskim 1:0 wyjazdowym meczu z Tiburones Rojos de Veracruz. W sezonie 2014/2015 wywalczył z nim mistrzostwo Meksyku oraz zdobył Puchar Meksyku. W sezonie 2017/2018 ponownie został mistrzem kraju, a z 18 golami został królem strzelców ligi.
W lipcu 2018 Djaniny przeszedł za 10,3 miliona euro do saudyjskiego Al-Ahli Dżudda. Swój debiut w nim zaliczył 1 września 2018 w zremisowanym 1:1 domowym meczu z Al Taawon. W Al-Ahli grał przez dwa sezony.
Latem 2021 Djaniny odszedł z Al-Ahli i na zasadzie wolnego transferu trafił do Trabzonsporu. Swój debiut w nim zanotował 17 października 2020 w przegranym 0:2 domowym meczu z İstanbul Başakşehir.
| Sezon   | Klub               | Kraj                          | Rozgrywki                 | Mecze | Bramki |
| ------- | ------------------ | ----------------------------- | ------------------------- | ----- | ------ |
| 2008/09 | Scorpions Vermelho | Republika Zielonego Przylądka | Campeonato Nacional       | ?     | ?      |
| 2009/10 | GD Velense         | Portugalia                    | Terceira Divisão          | ?     | ?      |
| 2010/11 | GD Velense         | Portugalia                    | Terceira Divisão          | ?     | ?      |
| 2011/12 | União Leiria       | Portugalia                    | Primeira Liga             | 28    | 5      |
| 2012/13 | SL Benfica B       | Portugalia                    | Segunda Liga              | 2     | 1      |
| 2012/13 | SC Olhanense       | Portugalia                    | Primeira Liga             | 18    | 0      |
| 2013/14 | CD Nacional        | Portugalia                    | Primeira Liga             | 29    | 7      |
| 2014/15 | Santos Laguna      | Meksyk                        | Liga MX                   | 35    | 6      |
| 2015/16 | Santos Laguna      | Meksyk                        | Liga MX                   | 27    | 10     |
| 2016/17 | Santos Laguna      | Meksyk                        | Liga MX                   | 27    | 6      |
| 2017/18 | Santos Laguna      | Meksyk                        | Liga MX                   | 32    | 18     |
| 2018/19 | Al-Ahli Dżudda     | Arabia Saudyjska              | Saudi Professional League | 21    | 20     |
| 2019/20 | Al-Ahli Dżudda     | Arabia Saudyjska              | Saudi Professional League | 22    | 8      |
| 2020/21 | Trabzonspor        | Turcja                        | Süper Lig                 | 30    | 8      |

## Kariera reprezentacyjna
W reprezentacji Republiki Zielonego Przylądka Djaniny zadebiutował 29 lutego 2012 roku w wygranym 4:0 meczu kwalifikacji do Pucharu Narodów Afryki 2012 z Madagaskarem. W 2013 roku został powołany do kadry na Puchar Narodów Afryki 2013, w 2015 na Puchar Narodów Afryki 2015, a w 2022 na Puchar Narodów Afryki 2021.